# غوتيريز (بحيرة)
بحيرة غوتيريز Lago Gutiérrez هي بحيرة تقع في منطقة شمال باتاغونيا في مقاطعة ريو نيغرو في الأرجنتين.
وهي مرتبطة ببحيرة ناويل وابي. وقد سمها المستكشف وعالم الطبيعيات فرانسيسكو مورينو تكريما لأستاذه خوان ماريا غوتيريز.
تعيش في البحيرة أنواع عديدة من سمك السلمون المرقط، والذي يجذب الصيادون من كافة أنحاء العالم.